# 渡邉雄朗
渡邉 雄朗（わたなべ たけろう、1986年（昭和61年）5月1日 - ）は、千葉県市川市出身のボートレーサー。千葉県立船橋東高等学校、法政大学人間環境学部卒業。
登録第4748号。身長171cm。血液型A型。112期。東京支部所属。同期に、山田祐也 、富樫麗加、今泉友吾、野田部宏子、馬場剛らがいる。

## 来歴
- 2013年5月17日からボートレース多摩川で開催された 一般戦「東京都四市競艇事業組合設立46周年記念」初日第1Rでデビュー[1]。結果は選手責任の失格。
- 2013年8月7日からボートレース平和島で開催された 一般戦「第53回デイリースポーツサマーカップ」3日目第1Rで初勝利[2]。水神祭を飾る(3号艇6コース 決まり手：まくり)。
- 2016年7月16日からボートレース津で開催された 一般戦「ミニボートピア名張開設1周年記念」で初優出（2号艇・2着）[3]。（デビュー3年4ヶ月）
- 2017年1月25日からボートレース戸田で開催された G1「開設60周年記念 戸田プリムローズ」でG1初出場。[4]。
- 2017年12月26日、ボートレース江戸川の2018フレッシュルーキーに選出される[5]。
- 2019年8月1日からボートレースびわこで開催された G1「開設67周年記念 びわこ大賞」2日目第1RでG1初勝利[6]。（デビュー7年0ヶ月）
- 2020年4月15日からボートレース戸田で開催された 一般戦「第36回日本モーターボート選手会会長賞」で初優勝[7]。

## 人物・エピソード
- 妹は117期の渡邉真奈美。真奈美は兄のデビュー戦を見てボートレーサーを志す。[8]
- やまと学校の勝率は5.70、2連対率45.12、3連対率57.32。
- デビュー前は公認会計士として中規模の会計事務所で勤務していた。公認会計士の資格は今後も3年に1度の更新を行い、継続して保持していくため“公認会計士レーサー”と呼ばれることもある[9]。

## 戦績
- 出走回数：1589回
- 1着回数：299回
- 優出回数：27回
- フライング(F)回数：12回
- 出遅れ(L)回数：0回
- 通算勝率：5.26
- 2連対率：34.42
- 3連対率：50.98
- 生涯獲得賞金：114,511,833円